# Almadenejos
Almadenejos település Spanyolországban, Ciudad Real tartományban. Almadenejos Abenójar, Ciudad Real, Almadén és Almodóvar del Campo községekkel határos. Lakosainak száma 393 fő (2024).

## Népesség
A település népessége az elmúlt években az alábbi módon változott:
| Lakosok száma | 573  | 520  | 521  | 481  | 502  | 465  | 460  | 415  | 398  | 393  |
|               | 2001 | 2004 | 2006 | 2009 | 2011 | 2014 | 2016 | 2019 | 2021 | 2024 |